# Louis Poinsinet de Sivry
Louis Poinsinet de Sivry (* 1733; † 1804) war ein vielseitiger französischer Sprach- und Literaturwissenschaftler, Altphilologe und Dramatiker.
Der Dramatiker Antoine Alexandre Henri Poinsinet (1734/1735–1769) war sein Cousin.
Louis Poinsinet de Sivry war Mitglied der Société Royale des Sciences & Belles-Lettres de Lorraine.
In der anonym veröffentlichte Satire La Berlue (1759) dieses Homme de lettres und Gegner der 'Philosophes' bringt er seine Beobachtungen und Kritik an den zeitgenössischen Verhältnissen vor.  Die zweite Ausgabe von 1760 erschien mit dem Titelzusatz: La Berlue, ou Nouvelles decouvertes sur l'optique. Eine deutsche Übersetzung von Johann Philipp Schulin (1733–1800) erschien 1767 in Bayreuth.
Bekannt ist seine „Schrift über die physischen und moralischen Ursachen des Lachens und die Kunst es anzuregen“ (Traité des causes physiques et morales du rire relativement à l'art de l'exciter, Amsterdam 1768) anhand von klassischen und zeitgenössischen Quellen.
Die Naturgeschichte von Plinius dem Älteren übersetzte er ins Französische.

## Werke
- Traité des causes physiques et morales du rire relativement à l'art de l'exciter. Geneve. Slatkine Reprints. (reprint of the 1768, Amsterdam edition) 1970
  - Neuausgabe herausgegeben und kommentiert von William Brooks, University of Exeter, Exeter 1986, ISBN 978-0-85989-222-3.
- La Berlue. A Londres [recte Paris], a l'enseigne du Lynx, 1759. Erstausgabe. 
  - Die Blendung. Aus dem Französischen übersetzt von J.P.S. [i. e. Johann Philipp Schulin (1733–1800)]. Bayreuth : bey Johann Andreas Lübeck, 1767; Drucker: Johann Andreas Lübeck  (La berlue, dt.)
- L'Appel au Petit Nombre, ou le Procés de la multitude. S.l.n.d. (1762).
- (zusammen mit Philippe N. Destouches, Bernard L. de Fontenelle und Charles de Montesquieu, Hrsg.): Traite des causes physiques et morales du rire relativement a l'art de l'exciter. Frankfurt, Aux depens de la Compagnie, 1769.
- Théatre et œuvres diverses de M. de Sivry, de la Société Royale des Sciences & Belles-Lettres de Lorraine. A Londres [Paris, Panckoucke] 1764 (Inhalt: Briseis, ou La colere d'Achille; L'appel au petit nombre; Ajax; Aglae; Anacreon; Poesies de Sapho de Mytilene; Bion; Moschus; La vie de Tyrthee; Extraits de l'anthologie; Lettre sur Anacreon; Discours de reception, prononce a l'Academie (…))
- Nouvelles recherches sur la science des médailles, insciptions, et hiéroglyphes antiques. Maestricht : Dufour & Roux, 1778
- Les muses grecques, ou traduction en vers francois de Plutus, Comedie d'Aristophane, suivie de la troisieme edition d'Anacreon, Sapho, Moschus, Bion, Tyrthee; de morceaux choisis de l'Anthologie, pareillement traduits en vers francois. Avec une lettre sur la traduction des poetes grecs. Zweibrücken, de l'imprimerie Ducale, et se trouve a Paris, chez Lacombe, 1771. Zweite Ausgabe (EA 1758).
- Origine des premieres sociétés, des peuples, des sciences, des arts et des idiomes anciens et modernes. Paris: Jobert. Reimpression du livre 1769
- (Übers.) Histoire naturelle de Pline traduite en françois avec le texte latin rétabli d'après les meilleures leçons manuscrites accompagnée de notes critiques pour l'eclaircissement du texte et d'observations sur les connaissances des anciens comparées avec les decouvertes des modernes. Paris : chez la veuve Desaint, 1771–1782. - 12 vol.
- Les philosophes de bois, comédie en un acte, en vers. Paris, Ballard, 1760.
- L'Appel au Petit Nombre, ou le Procés de la multitude. S.l.n.d. (1762).